# Tim Mock
Tim Mock (* 12. Dezember 1997) ist ein Schweizer Unihockeyspieler, welche beim Nationalliga-A-Verein Zug United unter Vertrag steht.

## Karriere

### Verein
Mock lernte seine ersten Schritt im Unihockey beim UHC Urdorf und Unihockey Limmattal. 2015 wechselte Mock in den Nachwuchs vom Grasshopper Club Zürich. Nach drei Jahren im Nachwuchs wurde ihm nahegelegt den Verein zu wechseln, da ihm der Schritt in die Nationalliga A nicht zugetraut wurde.
2018 wechselte Mock schliesslich an den Zugersee und schloss sich Zug United an.
Im Frühjahr 2020 hatte Mock ein Vertragsangebot vom Grasshopper Club Zürich vorliegen, entschied sich jedoch für das Angebot von Zug United. Am 25. Februar 2021 gab Zug United bekannt, dass der Vertrag mit dem Stürmer verlängert wurde.

### Nationalmannschaft
2019 wurde Mock für die neugeschaffene U23-Nationalmannschaft aufgeboten.